# The Early Beatles
The Early Beatles je šesti studijski album skupine The Beatles, ki je izšel pri založbi Capitol in njihov osmi album, ki je bil izdan v ZDA. Album je bil izdan 22. marca 1965. Večina skladb s tega albuma je bilo že prej izdanih na albumu Introducing... The Beatles, ki je izšel kot njihov prvi ameriški album pri založbi Vee-Jay.

## Seznam skladb
Vse pesmi je napisal in uglasbil dvojec Lennon–McCartney, razen kjer je posebej napisano.
| Stran 1 | Stran 1                                       | Stran 1 |
| Št.     | Naslov                                        | Dolžina |
| ------- | --------------------------------------------- | ------- |
| 1.      | „Love Me Do‟                                  | 2:23    |
| 2.      | „Twist and Shout‟ (Phil Medley, Bert Russell) | 2:33    |
| 3.      | „Anna (Go to Him)‟ (Arthur Alexander)         | 3:00    |
| 4.      | „Chains‟ (Gerry Goffin, Carole King)          | 2:27    |
| 5.      | „Boys‟ (Luther Dixon, Wes Farrell)            | 2:25    |
| 6.      | „Ask Me Why‟                                  | 2:28    |

| Stran 2 | Stran 2                                                       | Stran 2 |
| Št.     | Naslov                                                        | Dolžina |
| ------- | ------------------------------------------------------------- | ------- |
| 1.      | „Please Please Me‟                                            | 2:00    |
| 2.      | „P.S. I Love You‟                                             | 2:05    |
| 3.      | „Baby It's You‟ (Burt Bacharach, Mack David, Barney Williams) | 2:38    |
| 4.      | „A Taste of Honey‟ (Ric Marlow, Bobby Scott)                  | 2:04    |
| 5.      | „Do You Want to Know a Secret‟                                | 1:59    |

## Zasedba
The Beatles
- John Lennon – vokal, kitara, orglice
- Paul McCartney – vokal, bas kitara
- George Harrison – vokal, solo kitara
- Ringo Starr – bobni, vokal